# Célestin Freinet
Pour les articles homonymes, voir Freinet.
Célestin Baptistin Freinet est un pédagogue français, né le 15 octobre 1896 à Gars (Alpes-Maritimes) et mort le 8 octobre 1966 à Vence (même département).
D'abord au Bar-sur-Loup, puis surtout à Vence, il développe avec son épouse Élise Freinet, et en collaboration avec un réseau d'instituteurs, toute une série de techniques pédagogiques basée sur l'expression libre des enfants : texte libre, dessin libre, correspondance interscolaire, imprimerie et journal scolaire, enquêtes, réunion de coopérative... Militant engagé, politiquement et syndicalement, en une époque marquée par de forts conflits idéologiques, il conçoit l’éducation comme un moyen de progrès et d’émancipation politique et civique.
Son nom reste attaché à la pédagogie Freinet qui se perpétue de nos jours, notamment via le Mouvement de l'École moderne. Tandis que certaines techniques développées par Freinet ont pénétré l'institution scolaire, elles ont également inspiré la Pédagogie institutionnelle et des approches plus libertaires, autogestionnaires. L'École Freinet, de Vence, devenue publique en 1991, est inscrite aux monuments historiques.

## Biographie

### Enfance
Freinet naît en 1896 dans le petit village de Gars, dans les Alpes-Maritimes. Il est l'avant-dernier enfant d'une famille qui comptera six enfants. Seuls son frère et sa sœur plus âgés survivront jusqu'à l'âge adulte. Son père Joseph, Delphin Freinet, est cultivateur (décédé en 1939), sa mère Marie Victoire Torcat (décédée en 1929) s'est occupée de l'épicerie du village. Enfant, il lui arrive de garder les troupeaux.

### La Grande Guerre
Reçu au certificat d'études primaires, il est admis à l'école primaire supérieure (en internat) à Grasse en 1909. Il obtient son brevet et entre à l'école normale d'instituteurs de Nice, qu'il fréquente de 1912 à 1914. Le 26 octobre 1914, il obtient un poste d'instituteur intérimaire à Saint-Cézaire en remplacement du titulaire appelé sous les drapeaux. Mobilisé à son tour, incorporé le 10 avril 1915 et nommé aspirant le 1er janvier 1916, il est versé dans l'infanterie. Il participe à l'offensive du Chemin des Dames. Le 27 octobre 1917, il est grièvement blessé par balle au poumon (il en gardera des séquelles sa vie durant). Il passe sept mois à l'hôpital militaire de Soissons. Reconnu mutilé de guerre à 70 %, il est décoré de la croix de guerre et de la médaille militaire. Il demande à son administration une affectation compatible avec son état de santé. En janvier 1919, il est nommé à La Croix Villard, où il ne se plaît pas. Le 31 décembre 1919, il reçoit son avis d'affectation au Bar-sur-Loup. Il se lie d'amitié au romancier Henri Barbusse et noue des relations avec Henry Poulaille.

### Les débuts

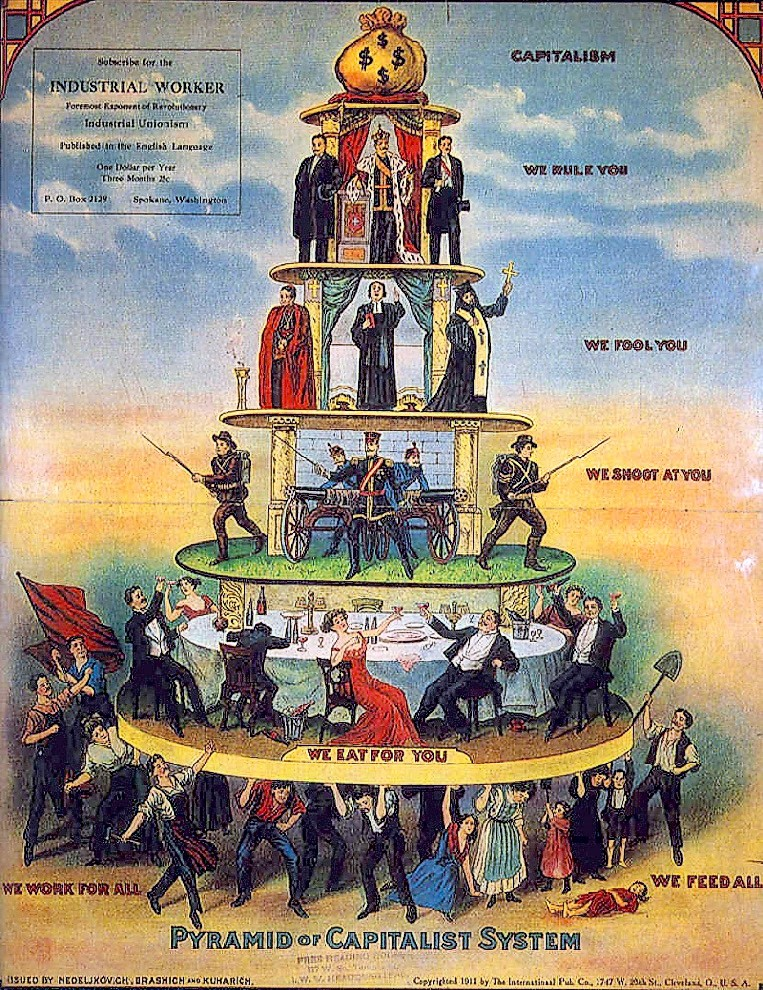
L'engagement pacifiste et anti-capitaliste de Freinet le conduit à mettre en œuvre une pédagogie d'émancipation qui transforme l'humanité et dépasse le capitalisme exploiteur, contraignant l'individu à être formé pour devenir le facteur de production de l'industrie ou de la chair à canon (la pyramide du système capitaliste, 1911).

Le 1er janvier 1920, il est nommé instituteur adjoint à l’école du Bar-sur-Loup. Il passe et réussit le concours de professeur d’École primaire supérieure en 1922. Il refuse un poste à Brignoles pour poursuivre l'expérience pédagogique qu'il a déjà entamée. C'est au Bar-sur-Loup qu'il entame son travail de pédagogue : mutilé de guerre, il adapte son enseignement pour tenir compte de son état de santé.
En mai 1920, il publie son premier article, dans l'École émancipée, qui est une traduction d'un article d'un auteur allemand, Adolphe Röchl.
Il se lance dans le mouvement de l'Éducation nouvelle. Certaines lectures l'aident à concevoir une pratique pédagogique qu'il appellera « moderne » : il s'inspire notamment du philosophe américain John Dewey. Divers voyages lui permettront de découvrir des méthodes alors inconnues en France.
L'été 1922 son premier voyage à l'étranger l'emmène en Allemagne où, invité par Siems, il visite les écoles primaires de Hambourg, et notamment les écoles libertaires de Hambourg. Il rend compte de ce voyage dans un article (en octobre et novembre 1922 sur deux numéros, dans L'École émancipée). Il ne trouve pas probante cette pédagogie, car trop individualiste et trop peu organisée selon lui.
Il écrit dans L'École émancipée et dans Clarté (où il publie neuf articles de janvier 1923 à juin 1925).
En 1923, il participe au congrès de la Ligue internationale pour l'éducation nouvelle à Territet-Montreux, où il fait la connaissance d'Adolphe Ferrière, à qui il vouera une amitié fidèle (Freinet se distingue de Ferrière, chrétien, par son anticléricalisme ; L'École active de Ferrière, publié en 1924, sera un des livres de chevet de Célestin Freinet). Celui-ci rencontre encore le Dr Decroly (l'école atelier), Roger Cousinet, le professeur genevois Charles Baudouin, Émile Coué et aussi le professeur Cizek, de Vienne. Freinet peut y entendre Paul Geheeb.
À la rentrée scolaire d'octobre 1924, ayant fait l'acquisition d'une presse CINUP, il modifie sa pédagogie en la centrant autour de l'écriture et la lecture de textes imprimés. C'est aussi en 1924 qu'il introduit la pratique de la correspondance scolaire. La connaissance de l'espéranto est pour lui à cet égard un avantage affirmé.
En septembre 1925, il visite l'URSS avec Maurice Wullens en tant que membre d'une délégation syndicale (invitée par le Syndicat panrusse des travailleurs de l'enseignement) et fait ainsi la connaissance de l'épouse de Lénine, Nadejda Kroupskaïa, occupant alors un poste équivalent à celui de ministre de l'Éducation en Occident. Ce voyage lui inspirera 14 articles (Mes impressions de pédagogue en Russie soviétique, in : L'École émancipée No 7 du 8 novembre 1925).
Il se marie avec Élise Lagier-Bruno, institutrice et artiste, en mars 1926 à Saint-Martin-de-Queyrières (de leur union naîtra une fille, Madeleine Freinet qui épousera Jacques Bens). Le 4 juillet 1926, un article du Temps salue « L’École de Gutenberg ».
À la rentrée scolaire de 1926 commence la première expérience de correspondance interscolaire régulière, entre la classe de Freinet du Bar-sur-Loup et celle de René Daniel de Saint-Philibert-en-Trégunc. Ils échangeront également des films tournés en 9,5 mm Pathé-Baby. Relatée en 1927-1928 dans L'École émancipée, cette expérience incitera d’autres instituteurs/trices à se joindre à eux, formant ainsi un réseau de correspondants dans toute la France et même à l'étranger.
En 1926, il lance une Coopérative d'entraide pédagogique, dont le bulletin mensuel a pour titre L'imprimerie à l'école.
En avril 1927 est créée La Gerbe, coorevue d'enfants, qui regroupe une sélection de textes produits dans le cadre de la correspondance scolaire.
Dans la foulée du congrès de la Fédération de l'enseignement unitaire qui se tient à Tours en août 1927, il prend une part active au Congrès international de l'imprimerie à l'école et participe à la création de la « Coopérative d'entraide de l'imprimerie à l'école » . À l'occasion de ce même congrès, Freinet et Rémy Boyau projettent deux petits films tournés en Pathé-Baby : il y est décidé de créer une coopérative pour développer cette activité, ce qui est fait le 27 octobre 1927 avec la création d'une « société anonyme à capital et personnel variables » [forme légale des coopératives] dénommée « Cinémathèque Coopérative de l'Enseignement Laïc » ayant son siège à Bordeaux. Cet organisme doit assurer prêts et vente de films, projecteurs, caméras et envisage la production de films pédagogiques. Grâce aux liens existant entre Charles Pathé, ayant une résidence à Tourettes-sur-Loup et les Freinet, cet organisme bénéficie de conditions tarifaires intéressantes. Au second congrès à La Bellevilloise, en 1928, la Société de la Cinémathèque, fusionnant avec la Coopérative d'entr'aide  pédagogique (créée en 1926), devient la « Coopérative de l'enseignement laïc » dont le siège est maintenu à Bordeaux ; le bulletin prend alors pour nom L'Imprimerie à l'École, le Cinéma, la Radio et les Techniques nouvelles d’Éducation populaire, revue pédotechnologique mensuelle, organe de la Coopérative de l'Enseignement laïc.
En 1928, Freinet est nommé à l'école primaire de Saint-Paul-de-Vence. Il a déjà mis en œuvre l'essentiel de ses méthodes : l'imprimerie, la correspondance interscolaire, la coopérative scolaire, et il a mis sur pied, au niveau national, la Coopérative de l'enseignement laïc (CEL). Grâce à sa participation à des congrès nationaux et internationaux, il s'est déjà fait un nom dans le monde pédagogique.
En 1929, avec Roger Lallemand, ils ont l’idée du Fichier scolaire coopératif.
En août 1929 naît Madeleine, leur fille et unique enfant.
En février 1932, Freinet, par la Bibliothèque de travail (BT), s'est engagé dans une entreprise d’auto édition indépendante. En octobre 1932 paraît le premier numéro de L'Éducateur prolétarien, le nouveau nom donné à la revue L'imprimerie à l’École. La CEL produit le court-métrage Prix et Profits réalisé par Yves Allégret, en collaboration avec le Groupe Octobre. Ce film, dans lequel apparaissent les frères Prévert, est attaqué dans L'Écho de Paris et L'Action française.

### Hors de l'école publique
L'affaire de Saint-Paul-de-Vence de 1933 va donner à Freinet, déjà connu internationalement en tant que pédagogue, une notoriété nationale en un moment qui précède la crise de février 1934. S'étant plaint de ses conditions d'enseignement et de l'absence d'engagement municipal envers l'école primaire publique de Saint-Paul-de-Vence, Freinet se trouve en conflit ouvert avec le maire de la commune, Joseph Demargne, qui se plaint de ses méthodes. Certains parents puis l'administration s'en prennent à cet instituteur membre du Parti communiste, « mauvais éducateur de la jeunesse » qui fait l'objet d'enquêtes policières. La presse locale d'abord, puis nationale se fait l'écho de ce conflit. Maurras dans L'Action française relance les attaques contre Freinet et ses méthodes tandis que L'Humanité le défend. Le 28 février 1933, le conseil départemental de l'Éducation nationale lui inflige la peine de censure à laquelle l'instituteur fait appel. L'hostilité croissante de certains villageois conduit le Préfet à aviser Freinet de sa mutation d'office « dans l'intérêt de l'école laïque », le 21 juin 1933. Refusant une réaffectation au Bar-sur-Loup, l'instituteur obtient une mise en congé maladie puis prend sa retraite anticipée de l'Éducation nationale en 1935, ce qui lui permet d'ouvrir avec sa femme Élise, son école privée à Vence.
Au congrès de la Ligue internationale pour l'éducation nouvelle de 1935, il fait part du projet de créer un Front de l’enfance ; Romain Rolland accepte d'en prendre la présidence.
Le 1er octobre 1935, grâce au soutien d'amis politiques et de la presse de gauche, Freinet déclare son école ouverte. En fait, et alors même que le Conseil d’État n'a toujours pas rendu son arrêt, l'administration oppose à Freinet un vice de procédure : après des chicanes règlementaires, l'ouverture n'acquerra d'existence légale qu'un mois plus tard, le 6 novembre 1935. L'administration trouve encore à poursuivre Freinet qu'elle considère en contravention avec la réglementation sur les internats. Plutôt que de poursuivre Freinet en correctionnelle, le Préfet le défère une nouvelle fois devant le Conseil départemental de l'enseignement primaire, qui vote à l'unanimité la fermeture de l’École. Si le Conseil d’État, par sa décision finale du 3 avril 1936, ne donne pas droit aux demandes de Freinet, l'avènement du Front populaire quelques mois plus tard permet à Freinet d'obtenir une révision de la dernière interdiction : le 23 juillet 1936, Jean Zay (1904-1944), nouvellement nommé ministre de l'Éducation par Léon Blum, autorise l'ouverture de son école du Pioulier à Vence,. Freinet sollicitera ensuite l'attention et le soutien de Virgile Barel, ancien instituteur, communiste nouvellement élu député à Nice.
Le Pioulier à l'écart de Vence : bâtie sur un site isolé, de type pavillonnaire, l'école accueille « une majorité de fils d’ouvriers parisiens, de cas sociaux venant de l’Assistance sociale, des fils d’instituteurs pour la plupart venus… pour raison de santé, et çà et là quatre ou cinq enfants de familles aisées… » (Élise Freinet, 1968). La plupart des élèves sont internes. Jusqu'en 1940, le couple Freinet est totalement impliqué dans la vie des enfants, qui les appellent « Papa et Maman ». Un adolescent, Albert Belleudy, seconde Freinet dans toutes les tâches de l'école entre 1934 et 1939.
En 1935, il lance les Brochures d'Éducation nouvelle populaires (BENP).
Il y accueille aussi des élèves juifs allemands, qui fuient le nazisme.
En 1936, Freinet incite les membres de la CEL à investir le Groupe français d’éducation nouvelle (GFEN), qui avait été créé en janvier 1929, se présentant alors comme un cercle de réflexion animé par de hautes personnalités intellectuelles.
En février 1937 les deux premiers enfants espagnols arrivent à l'école de Célestin et Élise Freinet. En mai de la même année, une institutrice espagnole est accueillie pour faire la classe aux petits réfugiés, qui dès lors écrivent et impriment dans leur langue.

### Interné durant la Seconde Guerre mondiale
Comme beaucoup de militants communistes, et à la suite de la signature du pacte germano-soviétique, C. Freinet fait l'objet d'une surveillance policière renforcée en septembre 1939 ; il est assigné à résidence hors de la zone des armées le 29 octobre 1939. Il est interné au centre de séjour surveillé de Saint-Maximin la Sainte-Baume le 16 mars 1940 (un texte tardivement rendu public donne plutôt le 20 mars comme étant sa date d'arrestation). En avril 1940, Freinet est interné dans plusieurs camps du Sud de la France, à Chabanet dans l'Ardèche, à Chibron dans le Var et à Saint-Sulpice dans le Tarn. Son école est fermée par un arrêté du ministre de l’Éducation nationale en date du 3 mai 1940. Ce sera néanmoins pour lui l'occasion de rédiger ses textes pédagogiques fondamentaux (Conseils aux parents, L'École moderne française, L'Éducation du travail et Essai de psychologie sensible), qui ne seront publiés, à l'exception notable de Conseils aux parents, qu'après guerre. Il est libéré le 29 octobre 1941.
Entre-temps, le préfet a décrété la fermeture de l'école le 7 mai 1940. Élise Freinet a dû quitter l'école le 10 juin 1941. Les bâtiments et la propriété du Pioulier sont loués à une association tchécoslovaque, la MACE — Maison d’accueil chrétienne pour enfants —, dirigée par Joseph Fisera. Fisera obtient que Freinet lui loue bâtiments et propriété. Elle rouvrira en août 1945.
Assigné à résidence hors de son département, Freinet rejoint les siens dans la maison de la mère d’Élise à Vallouise (Hautes-Alpes).
Grâce à Ferrière qui, de Suisse, sert d'intermédiaire entre Freinet et Jean Mawet, en Belgique, Conseils aux parents paraît en épisodes dans la revue belge Le Service social de mai à décembre 1942.
Freinet rejoint en 1944 le maquis FTPF de Béassac dirigé par son beau-frère Lagier-Bruno. Avec l'étiquette P.C., il se retrouve ensuite au Comité départemental de libération à Gap, où il a notamment la charge de la liaison avec le monde agricole.

### Après la guerre
À la Libération, Raymond et Lucie Aubrac lui confient la responsabilité pédagogique des centres d’accueil destinés à accueillir notamment les orphelins de guerre de la région. Dans les locaux réquisitionnés du grand séminaire de Gap, il crée un centre scolaire destiné à héberger des orphelins de fusillés ou victimes de guerre et des enfants Juifs ayant échappé au génocide. Il prend la direction du centre scolaire de Gap en février 1945. C'est aussi en février 1945 que reparaît L'Éducateur.
En juillet 1945, avec le soutien d'Henri Wallon, il lance l'« Union Pédagogique », afin de regrouper mouvements éducatifs et syndicats enseignants. Le projet n'aboutit pas.
L'école rouvre en octobre 1945 : « centre scolaire », elle accueille alors des enfants victimes de guerre. Le 30 décembre 1945, la Coopérative de l’Enseignement Laïc tient son Assemblée générale en Seine-et-Oise. La CEL lance un emprunt obligataire pour relancer les activités.
En 1946, il publie L'École Moderne Française.
En 1946, deux bâtiments sont loués à Cannes pour héberger les locaux de la CEL, un atelier de lithographie, le bureau de Freinet, son secrétariat et son appartement. En octobre 1946, Freinet reprend la responsabilité directoriale de son école, toujours privée, de Vence. Habitant désormais à Cannes, dans les locaux de la CEL, les Freinet ne passent qu'une faible partie de leur temps à l'école de Vence, où ils séjournent dans un bâtiment distinct, l'Auberge.
En 1946, un arrêté du directeur du premier degré attribue pour l'école de Freinet trois postes d'enseignants publics. Cette facilité cessant en 1950, l'école doit alors payer ses enseignants, qui doivent par ailleurs se mettre en congé de convenance personnelle (avec interruption de carrière) s'ils veulent y enseigner. En 1954, Freinet obtient de nouveau l'ouverture de trois postes publics dans son école, mais n'obtient qu'en 1958 le droit de regard sur les nominations d'enseignants qui ne restent en poste qu'un ou deux ans avant de regagner leur département d'origine. À plusieurs reprises, des conflits éclatent entre Freinet et les enseignants.
À partir de mai 1946, Freinet concentre les fonctions de directeur de la CEL, celles d'animateur de l'ICEM et celle de gérant des revues.
En 1946, il rompt avec le GFEN.
En avril 1947, la création de l'Institut coopératif de l’École moderne (ICEM) est avalisée par les militants au congrès de Dijon (l'ICEM n'accèdera à une existence légale qu'en 1951). En 1948, la Coopérative de l’enseignement laïque se transforme en « Institut de l’école moderne ». En 1957, c'est au tour de la Fédération Internationale des Mouvements de l'École Moderne (FIMEM) de voir le jour.
En juillet 1947 a lieu le premier voyage-échange entre classes correspondantes (de tels voyages avaient été envisagés avant-guerre).
En 1949, Élise publie Naissance d'une pédagogie populaire.
En mars 1949, le film L’École buissonnière, avec Bernard Blier dans le rôle principal, sort en salle à Paris avant d'entamer une carrière internationale. L'absence du nom de Freinet au générique donne lieu, après une vaine tentative de conciliation, à une longue bataille juridique.
Le 20 juin 1953, la CEL reprend ses activités. En septembre de la même année, la section locale du Parti communiste engage des actions contre Freinet en sa qualité de patron de la CEL.
En 1954, Freinet lance l'objectif « 25 élèves par classe » (alors qu'en cette période de baby-boom les classes peuvent compter de 40  à   50 élèves).
En 1957, est créée la Fédération internationale des mouvements d'école moderne (FIMEM).
En 1961, au congrès de Saint-Étienne, les responsables présents du groupe parisien, Raymond Fonvieille, Fernand Oury et Marie-Josèphe Denis, refusant de se soumettre à un ultimatum, sont exclus du mouvement. Après la rupture avec Freinet, Fonvieille et Oury développent la Pédagogie institutionnelle, le premier en liaison avec l'Autogestion pédagogique développée par Georges Lapassade, Michel Lobrot et René Lourau, le second avec un regard plus psychanalytique (son frère est Jean Oury).
En 1964, l'École Freinet de Vence est reconnue comme école expérimentale, et ses enseignants sont pris en charge par le ministère de l'Éducation nationale.
En 1965, Freinet contacte des banques en vue de fonder « L'Institut Freinet de Vence ».
Mort en 1966 à Vence, il est enterré dans son village natal de Gars.

## L’École publique au temps de Freinet
En 1919, la Société française de pédagogie, crée en 1914, tient sa première assemblée générale au Musée pédagogique.
La loi du 30 décembre 1921, dite « loi Roustan », permet notamment le rapprochement des couples d'instituteurs.
Sous Paul Lapie, directeur de l'enseignement primaire au ministère de l'Instruction, sont adoptées les instructions officielles de 1923, qui reprennent dans leur grande ligne les instructions de 1887.
En avril 1928 est créé l'Office des coopératives scolaires, qui est reconnu par le ministère de l’Instruction publique. En 1929 et en 1930, cet Office, rebaptisé OCCE, voit sa vocation étendue : son but est d’encourager non seulement la constitution de coopératives scolaires, mais l’enseignement de la coopération dans les écoles à tous les niveaux. En 1936, le ministère accorde son patronage à l'OCCE.

## Sa pédagogie

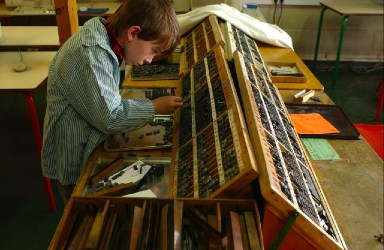
L'imprimerie dans les techniques Freinet.

Freinet emprunte l’idée de coopération à Barthélemy Profit. Malgré des divergences entre eux, quant à la portée à donner aux coopératives scolaires, l'amitié entre Freinet et Profit, amorcée vers 1925, durera toute leur vie.
Son idée d'introduire une imprimerie dans sa classe (1924) vise à la fois à favoriser l'expression des élèves, individuellement ou collectivement, mais aussi à leur permettre de s'approprier l'écrit en le produisant eux-mêmes, et ainsi à se valoriser.

## Engagement communiste
Il adhère à la Section française de l'Internationale communiste vers 1925-1926. Une autre source donne 1928 pour sa date d'adhésion.
Dans les années 1930, Freinet ne rencontre pas une large adhésion auprès des militants communistes : ceux-ci ne représenteraient que 15 % des instituteurs se réclamant de son mouvement.
Pendant le Front populaire, il est candidat communiste, malheureux, aux élections cantonales à Saint-Auban, dans les Alpes-Maritimes.
Dès 1943, des frictions surgissent entre Freinet et le Parti communiste.
En 1946, Freinet rompt avec le GFEN (alors dominé par des membres du Parti communiste), auquel il reproche de ne pas être assez attentif aux opinions des instituteurs.
La réalisation du film, financé par le Parti communiste, L’École buissonnière, est une source de frictions entre Freinet et le Parti. Sorti en 1949, ce film connaît un très grand succès, tant en France qu'à l'étranger.
Si, avant et pendant la guerre, Freinet avait été attaqué par la droite et l'extrême droite, dès 1945, c'est le Parti communiste qui orchestrera une campagne contre lui. Freinet est en effet accusé par la propagande communiste d'avoir collaboré avec le régime de Vichy, puis, à partir de 1950, de diffuser une pédagogie bourgeoise. Il ne quittera pourtant le Parti communiste qu'en 1952, quand la cellule de sa coopérative sera dissoute autoritairement par la direction du parti.

Le 3 avril 1950 Georges Snyders entame les hostilités contre Freinet dans un article intitulé « Où va la pédagogie nouvelle ? À propos de la pédagogie Freinet » paru dans la revue La Nouvelle Critique. Le PCF est encore représenté officiellement au congrès de l'ICEM de La Rochelle en 1952. Bientôt, un article de Georges Cogniot paru dans La Nouvelle Critique engage les hostilités à l'encontre de Freinet. Celles-ci sont reprises par une série d'articles dans L'École et la Nation, action à laquelle s'associe Henri Wallon. En 1954, Fernande Seclet-Riou enfonce le clou. Les communistes l'accusent de vitalisme, de mégalomanie et d'ignorance : 

« La théorie pédagogique de Célestin Freinet est assez souple pour pouvoir être rapprochée aussi bien de quelques modèles libertaires que d'un certain esprit pétainiste. »

## Relations avec le syndicalisme enseignant
Freinet s'engage dans la carrière d'instituteur au moment où le syndicalisme enseignant cherchant à se constituer doit faire face à des actions judiciaires (les enseignants, fonctionnaires, n'obtiendront vraiment le droit de s'affilier à un syndicat qu'après la Libération). Si 1921 marque par ailleurs la scission entre la CGT et la CGTU, 1947 sera de nouveau le temps de la scission syndicale.
En août 1920, est fondée l’Internationale de l’Enseignement. À l'époque, Freinet s'y associe activement.
Il adhère à la Section française de l'Internationale communiste vers 1925-1926.
En 1922, il adhère à la Fédération unitaire de l'enseignement. En juin 1922, il est secrétaire pédagogique départemental de la Fédération des membres de l’enseignement laïque. Élu secrétaire des Alpes-Maritimes de la Fédération Unitaire, il est délégué au congrès de Tours en août 1927.
Dans les années 1920 et 1930, Freinet et son réseau utilisent les organisations syndicales pour la diffusion de leurs articles pédagogiques et pour les rencontres de l'Imprimerie à l'école qui sont greffées sur les rencontres syndicales nationales.
Freinet dispose dans les années 1930 d’une position institutionnelle à la Fédération unitaire de l’enseignement. Ce syndicat, minoritaire, comprenant une active minorité syndicaliste-révolutionnaire, fusionnera ultérieurement avec le puissant Syndicat national des instituteurs. Des dissensions naissent entre Freinet et la Fédération : celle-ci, qui ne veut pas choisir parmi les différentes versions des pédagogies nouvelles, refuse à Freinet un soutien affirmé pour ses propres théories. En outre, la Fédération n'apprécie pas la personnalisation de sa pédagogie. Ces dissensions finiront pas aboutir à une rupture entre Freinet et la Fédération, ce qui contraindra Freinet à accentuer la personnalisation de sa pédagogie pour faire exister son œuvre.
Partisan d'une éducation qu'il qualifie lui-même de « prolétarienne », mais refusant tout endoctrinement, il s'oppose à la Fédération Unitaire, qui a écrit et édité un manuel d'histoire d'inspiration pacifiste et internationaliste.
En 1935, le mouvement décide d'organiser à l'avenir des congrès distincts, dissociés des congrès syndicaux.

## Autres engagements
Freinet fonde également au Bar-sur-Loup une coopérative de travailleurs pour l’électrification de sa commune. Il participe comme trésorier à l'animation de la Coopérative de consommation villageoise l'Abeille baroise.
Il soutient Jean Laurenti qui fonde, en 1934, le syndicat l'Union Paysanne.

## Influence d’Élise Freinet sur son mari et son œuvre
Célestin Freinet épouse Élise Freinet (née Virginie « Élise » Lagier-Bruno), institutrice et pédagogue française, le 6 mars 1926.
Élise Freinet est née Élise Lagier-Bruno, de parents instituteurs, le 14 août 1898 à Pelvoux, dans les Hautes-Alpes, en France. Institutrice titulaire à partir de 1920 (École normale de Gap), elle avait des idées révolutionnaires depuis son entrée à l'École normale. Elle adhéra au Parti communiste en 1926 en même temps que Célestin Freinet.
Elle rencontra Célestin Freinet en 1925, et joua un rôle extrêmement important. En plus d'enrichir et de soutenir les actions et pensées de Célestin, Élise apporta au mouvement de l'École Moderne, une dimension originale dans le domaine artistique. Son ouvrage écrit en 1964, L'Enfant artiste, en témoigne : « Peu à peu, ils comprennent aussi que dessiner n'est pas perdre du temps mais au contraire en gagner, car ce besoin exigeant de faire les choses avec goût et minutie se retrouve dans d'autres disciplines et facilite l'activité créatrice sous toutes ses formes. » Ce livre contient des reproductions de dessins, de gravures, de sculptures, de broderies, de céramiques… d'enfants illustrant les propos d'Élise mais aussi d'inspectrices et enseignantes renommées. « L'Art se justifie à nos yeux, comme le pain pour celui qui a faim ou comme l'eau pour celui qui a soif (…). » Il n'a pas été réédité.
Après la mort de Célestin le 8 octobre 1966, elle fut directrice de l'Institut coopératif de l'école moderne (ICEM) ainsi que directrice de la publication de la revue pédagogique bimensuelle de la Fédération internationale des mouvements de l'École Moderne (éditée par l'ICEM), mais ses rapports avec celui-ci se dégradèrent rapidement. Elle contesta certaines pratiques de ce mouvement, auquel elle avait pourtant beaucoup donné. C'est leur fille Madeleine Freinet qui dirigea, avec son mari l'écrivain Jacques Bens, l'École Freinet à Vence.

## Influences et postérité
Freinet met au point une pédagogie basée sur l'expression libre des enfants : texte libre, dessin libre, correspondance interscolaire, imprimerie et journal scolaire, etc., à laquelle son nom restera attaché : la pédagogie Freinet, qui se perpétue de nos jours. D'autres pédagogues indépendants — comme Ovide Decroly avec sa classe atelier dans laquelle « l'enfant vit et agit » — ont œuvré dans ce sens dès le début du siècle. Cependant, il faut signaler que la pédagogie Freinet contemporaine est désormais voisine du courant de la pédagogie institutionnelle, qui insiste sur le rôle de la parole et du débat, alors que Célestin Freinet pensait avant tout en termes d'organisation du travail et de coopération. Les « techniques Freinet » ont évolué vers la « pédagogie Freinet » ainsi que vers l'école du 3e type. La pédagogie Freinet est pratiquée par des enseignants non seulement en France mais de par le monde (362 d'entre eux se sont retrouvés à Nantes du 20 au 29 juillet 2010 pour approfondir leurs pratiques).
En France, on a parfois exagéré la nouveauté de son inspiration par ignorance de l'histoire de la pédagogie, en particulier des apports de Dewey ou de la pédagogie suisse. On sait que Freinet avait déjà lu certains textes de Dewey entre 1922 et 1925. On a pourtant construit la légende d'un Freinet qui aurait inventé l'ensemble de la pédagogie nouvelle en s'appuyant sur ses seules expérience et inventivité pédagogiques, ainsi que sur l'observation de la nature, portée par le bon sens paysan. Jacques Bens, gendre de Freinet et lui-même freinetien, a notamment écrit : « Une légende a longtemps couru, dans les milieux de l'éducation, selon laquelle Célestin Freinet aurait été une sorte d'autodidacte, dont les découvertes seraient dues à l'heureuse rencontre d'une observation attentive de la vie rurale, pendant son enfance paysanne, et d'une intuition peu commune ».
Freinet diffuse sa première innovation, le texte libre imprimé par les enfants eux-mêmes, grâce aux conférences qu'il anime. C'est une sorte d'expression limite de la philosophie des Lumières, qui insiste sur l'autonomie au risque de sous-estimer l'importance de la culture et de l'enracinement historique. En revanche, on peut créditer Freinet de préoccupations écologiques avant la lettre. D'ailleurs, Célestin et Élise Freinet ont conçu leur école, en 1934-1935, comme une « réserve d'enfants » située dans un milieu paysage.
Il a entretenu de nombreux compagnonnages épistolaires avec d'autres enseignants, notamment Paul Le Bohec à partir de 1947.

### Témoignages, films, et évocations littéraires
- L'École buissonnière, un film de Jean-Paul Le Chanois (1949) qui raconte la vie romancée de Célestin Freinet.
- Les Films de Touraine ont produit deux courts métrages sur l'école de Vence intitulés Au matin de la vie et Le Poème d'exister.
- Jean-Pierre Pagliano, Profils perdus : Célestin Freinet, France Culture (7 et 14 octobre 1993) ; avec la participation de Madeleine Freinet, Jacques Bens, Lionel Jospin, Carmen Montès et des enfants de l'École Freinet.
- Le Maître qui laissait les enfants rêver, téléfilm français de Daniel Losset (première diffusion sur France 3 en 2007 puis, sur France 5 le 4 janvier 2010), qui retrace l'affaire de Saint-Paul-de-Vence ; Freinet y est incarné par Alexandre Thibault.
- Dans son roman autobiographique Une enfance volée (Denoël, 1994), René Frégni consacre un long passage aux deux années scolaires que le narrateur, un petit garçon turbulent prénommé René-Jean, passe à l’école de Vence, sous l’autorité de « Papa Freinet » et « Maman Freinet ».
- Dans son autobiographie intitulée Mimi Guillam : Cahier de vie d'une institutrice (À vue d'œil, 2011), Catherine École-Boivin évoque à plusieurs reprises Freinet et sa méthode pédagogique. L'auteur cite certains ouvrages de Freinet. « J'ai découvert, durant l'école normale Freinet et son imprimerie. Dans la Brochure d'éducation nouvelle populaire en 1937, que j'ai gardée précieusement, il en expliquait toute l'utilité. »

### Hommages
- L'Institut universitaire de formation des maîtres de l'académie de Nice porte le nom de Célestin Freinet, à la suite d'une proposition du directeur René Lozi et sur vote du conseil d'administration de l'IUFM.
- Parvis Élise-et-Célestin-Freinet dans le 4e arrondissement de Paris[54].
- Équipement municipal Espace Célestin Freinet à Saint-Etienne-du-Rouvray inauguré en 2008 accueillant une ludothèque , une maison de la famille et l'association du centre social de la Houssière.

## Publications
Une bibliographie complète des écrits de Freinet se trouve dans la thèse de Georges Piaton

### Principaux écrits
- L’Imprimerie à l’école, Boulogne, Ferrary, 1927 ; réédité ultérieurement
- L'École moderne française, éditions Ophrys, Paris, 1946
- Conseils aux parents 1943 ; rééditions : éditions Ophrys, Gap, 1948, 1962
- L'Éducation du travail, éditions Ophrys, Paris, 1949, réédité chez Delachaux et Niestlé en 1960
- Les Dits de Mathieu, 1949, réédité chez Delachaux et Niestlé en 1959
- Essai de psychologie sensible appliquée à l'éducation, C.E.L., Cannes, 1950 ; réédité en 1966, chez Delachaux et Niestlé, avec une « première partie revue et mise au point » La seconde partie de l'ouvrage de 1950 est rééditée en 1971 par Élise Freinet en l'état originel. Ces deux parties sont rééditées en 1994 d'après l'édition Delachaux, sans la préface de Freinet de 1966.
- Les Méthodes naturelles dans la pédagogie moderne, Bourrelier, Paris, 1956
- La Méthode naturelle, 3 volumes Neuchâtel, Delachaux & Niestlé, 1968–69
- Pour l’école du peuple, Paris, Maspero, 1969 (posthume)

### Éditions ou rééditions récentes
- Œuvres pédagogiques, Seuil, 1994 ; édition en deux volumes établie par Madeleine Bens-Freinet, introduction par Jacques Bens : 
  - Tome 1 : L’Éducation du travail [1942-1943] - Essai de psychologie sensible appliquée à l’éducation [1943]
  - Tome 2 : L’École moderne française [1943. Autre titre : Pour l'école du peuple, 1969] - Les Dits de Mathieu [1954] - Méthode naturelle de lecture [1963] – Les Invariants pédagogiques [1964] - Méthode naturelle de dessin - Les Genèses
- Touché ! Souvenirs d'un blessé de guerre, récit, Ateliers du Gué, 1996
- Le Maître insurgé : articles et éditoriaux, 1921-1939, édition établie et annotée par Catherine Chabrun et Grégory Chambat, Libertalia, 2016, 150 p.
- Élise et Célestin Freinet : correspondance, 21 mars 1940-28 octobre 1941, édité par Madeleine Freinet (1929-2017), Paris, Presses universitaires de France, coll. « Éducation et formation. L'éducateur », 2004  (ISBN 2-13-054274-3) Recueil de lettres échangées entre les époux Freinet lors de l'internement du pédagogue en 1940.
- Élise et Célestin Freinet, Souvenirs de notre vie, tome 1[56], 1896-1940, documents réunis et présentés par Madeleine Freinet, Paris, Stock, 1997  (ISBN 2-234-04788-9)

#### Études sur Célestin et Élise Freinet
- Laurence De Cock, Une journée fasciste. Célestin et Élise Freinet, pédagogues et militants, Agone, coll. « Mémoires sociales », 2022  (ISBN 978-2-748-90503-8)
- Emmanuel Saint-Fuscien, Célestin Freinet. Un pédagogue en guerres 1914-1945, Paris, Perrin, 2017
- Jean-Marie Veya, Les Grands Pédagogues : Freinet, Éditions Loisirs et Pédagogie, Le Mont-sur-Lausanne, 2015, 120 p.  (ISBN 978-2-606-01565-7)
- Baptiste Jacomino, Comprendre Freinet, Paris, Max Milo, 2014
- Henri Peyronie, Le Mouvement Freinet, du fondateur charismatique à l’intellectuel collectif, Caen, Presses universitaires de Caen (PUC), juin 2013
- Baptiste Jacomino, Alain et Freinet : une école contre l'autre ?, Paris, L'Harmattan, 2011
- Pierre Clanché, Anthropologie de l’écriture et pédagogie Freinet, Caen, PUC, 2009
- Yves Reuter, Une école Freinet. Fonctionnements et effets d'une pédagogie alternative en milieu populaire, L'Harmattan, 2007
- Henri-Louis Go, Freinet à Vence. Vers une reconstruction de la forme scolaire, Rennes, Presses universitaires de Rennes, 2007 Premier bilan d'une recherche universitaire menée depuis 2001 à l'école Freinet de Vence.
- Guy Goupil, Comprendre la pédagogie Freinet. Genèse d'une pédagogie évolutive, Mayenne, Éditions des Amis de Freinet, 2007
- Hélène Gresso, « Déplacer les lignes. Les Freinet, enseignants citoyens et pédagogues républicains », thèse de philosophie, juin 2006
- Alain Vergnioux, Cinq études sur Célestin Freinet, Caen, PUC, 2005 (bibliographie complétée le 2 mai 2010)
- Philippe Meirieu, Célestin Freinet. Comment susciter le désir d'apprendre ?, PEMF, 2001
- Henri Peyronie (dir.), Freinet, 70 ans après : une pédagogie du travail et de la dédicace ?, Caen, PUC, 2000
- Henri Peyronie, Freinet : pédagogie et émancipation, Hachette éducation, coll. « Portraits d'éducateurs », 1999, 2e édition en 2001. Extraits de ses écrits.
- Patrick Boumard, Célestin Freinet, Paris, PUF, 1996
- Michel Barré, Célestin Freinet, un éducateur pour notre temps, 2 tomes, PEMF, 1995 et 1996 (accessible sur ce site)
- Renate Kock, Die Reform der laizistischen Schule bei C. Freinet. - Eine Methode befreiender Volksbildung, 1995, Peter Lang Verlag La réforme de l'école laïque par Célestin Freinet - une méthode d'éducation populaire et émancipatrice.
- Sophie Tardy-Joubert et Aleksi Cavaillez, Freinet : l'éducation en liberté, Paris, Delcourt, coll. « Encrages », 2022, 158 p. (ISBN 978-2-413-04010-1).

#### Ouvrages sur l'application pratique de la pédagogie Freinet
- Henri-Louis Go, Xavier Riondet, À côté de Freinet, Presses universitaires de Nancy, 2020
- Bérangère Kolly et Henri-Louis Go, Maria Montessori et Célestin Freinet : voix et voies pour notre école, ESF, 2020
- Sylvain Connac, Les Pédagogies Freinet. Origines, valeurs et outils pour tous, Eyrolles, 2019
- Cédric Forcadel, Dessine-moi une école où il fait bon vivre. L'expérience d'un professeur qui change l'école de l'intérieur, Editions Vuibert, 2019
- Catherine Chabrun, Entrer en Pédagogie Freinet, coll. « N'Autre École », Éditions Libertalia, 2015
- Ginette Fournès, Sylvia Dorance, La Danseuse sur un fil : une vie d'école Freinet, Éditions École Vivante, 2009
- Paul Le Bohec, L'École réparatrice de destins ? Sur les pas de la méthode Freinet, postface de Philippe Meirieu, Éditions L'Harmattan, 2007

### Filmographie
- La Voix de l'écolier, documentaire de Lydie Turco, 52 min